# Unka
Unka (szerbül: Унка), falu Bosznia-Hercegovinában, Brod községben, a Szerb Köztársaság északi régiójában. 

## Fekvése
A település Bosznia-Hercegovina északi részén, Dobojtól légvonalban 36, közúton 49 km-re északra, községközpontjától légvonalban 10, közúton 13 km-re délre, a Száva jobb partján húzódó síkságon, 89-110 méteres magasságban fekszik.

## Népessége
| Nemzetiségi csoport | Népesség 1991 | Népesség 2013 |
| ------------------- | ------------- | ------------- |
| Szerb               | 221           | 120           |
| Bosnyák             | 0             | 0             |
| Horvát              | 171           | 13            |
| Jugoszláv           | 4             | 0             |
| Egyéb               | 0             | 1             |
| Összesen            | 396           | 134           |

## Története
A település határában, a Szávamenti teraszon korai őskőkori leletek kerültek elő, mely annak bizonyítéka, hogy itt már az emberi történelem kezdete előtt is éltek emberek.
A település 1878-ig tartozott az Oszmán Birodalomhoz. Ekkor a berlini kongresszus határozata alapján az Osztrák-Magyar Monarchia része lett. 1879-ben az első osztrák-magyar népszámlálás során a Brodi járáshoz tartozó településnek 19 háztartása, 78 római katolikus és 60 ortodox lakosa volt. 1910-ben a Brodi járáshoz tartozó településen 44 háztartást, 139 ortodox és 99 római katolikus találtak. A monarchia szétesésével 1918-ban előbb a Szerb-Horvát-Szlovén Királyság, majd 1929-től a Jugoszláv Királyság része lett. 1921-ben a Brodi járáshoz tartozó településnek 256 lakosa volt, közülük 130 ortodox és 126 római katolikus volt. Az 1929-es törvény értelmében, amikor Bosznia-Hercegovinát négy banovinára, Drinskára, Vrbaskára, Zetskára és Primorskára osztották, a település a Vrbaska banovina (Orbászi Bánság) része lett, amelynek székhelye Banja Luka volt. 1939-ben a közigazgatás átszervezésével a Hrvatska banovina (Horvát Bánság) része lett.
A második világháborúban Jugoszlávia megszállása után a Független Horvát Állam (NDH) része lett. A második világháború után 1992-ig a település a szocialista Jugoszlávia keretében a Bosznia-Hercegovinai Népköztársaság része volt. 1992-ben a boszniai háború idején a település horvát lakosságát elűzték. A boszniai háborút lezáró daytoni békeszerződés rendelkezése alapján az ország területét felosztották a Bosznia-hercegovinai Föderáció és a boszniai Szerb Köztársaság között. A békeszerződés utáni területmegosztási megállapodás értelmében a település a Boszniai Szerb Köztársasághoz került. 

## Nevezetességei
- Szent Kozma és Damján tiszteletére szentelt ortodox temploma. A 7,5x4,5 méteres templom építése 1990-ben kezdődött. Ugyanebben az évben Branko Đurić főpap szentelte fel az alapokat. Az építési munkálatok 1996-ban fejeződtek be. Ugyanebben az évben Vaszilje, Zvornik-Tuzla püspöke szentelte fel a templomot. Az ikonosztáz tölgyfából készült a brodi Építőipari és Ipari Kombinátban (1993-1994). A jelenlegi templom előtt egy régebbi templom állt itt, amelyet a második világháború után építettek, és 1972-ben újítottak fel. Az új templom felépítése után a régit lebontották.[8]

- Humka -  paleolit telep maradványai. A Száva folyó melletti lejtős teraszon az agyagos talajfelszínen az őskőkorszak korai szakaszából származó, megmunkált köveket találtak, de a lelőhelyen nem történt tervszerű régészeti feltárás.[4]